# Dion-Olympos
Dion-Olympos (en griego: Δίο-Όλυμπος) es un municipio de la Unidad periférica de Piería, en Macedonia Central, Grecia. La sede del municipio es la ciudad de Litóchoro.

## Municipio
A raíz de la reforma administrativa del Plan Calícrates en vigor desde enero de 2011, que abolió la prefectura, el municipio de Dion-Olympos se formó por la fusión de los siguientes tres municipios, que se convirtieron en unidades municipales:
- Díon
- Olimpo Oriental
- Litóchoro